# Thành ngạnh
Thành ngạnh hay còn gọi là lành ngạnh nhỏ (danh pháp hai phần: Cratoxylum maingayi) là một loài thực vật có hoa thuộc họ Hypericaceae được Dyer mô tả khoa học lần đầu năm 1874. Phần chữ thứ hai trong danh pháp loài -maingayi được đặt vinh danh Alexander Carroll Maingay. Cây phân bổ ở rừng núi đất thấp khu vực đất liền Đông Nam Á và các đảo Sumatra, Borneo.
Thành ngạnh là cây bụi lớn đến gỗ nhỏ, cao từ 5 - 10m, đường kính thân cây có thể tới 10 cm. Vỏ cây mịn hoặc có vết rạn. Lá đơn mọc đối. Phiến lá hình trứng ngược, cuống lá đỏ. Hoa không lông, có màu hồng nhạt, cánh hoa có vảy tiết bên dưới gốc. Quả nang tròn, kích thước cóthể tới 1,5 cm.

## Hình ảnh

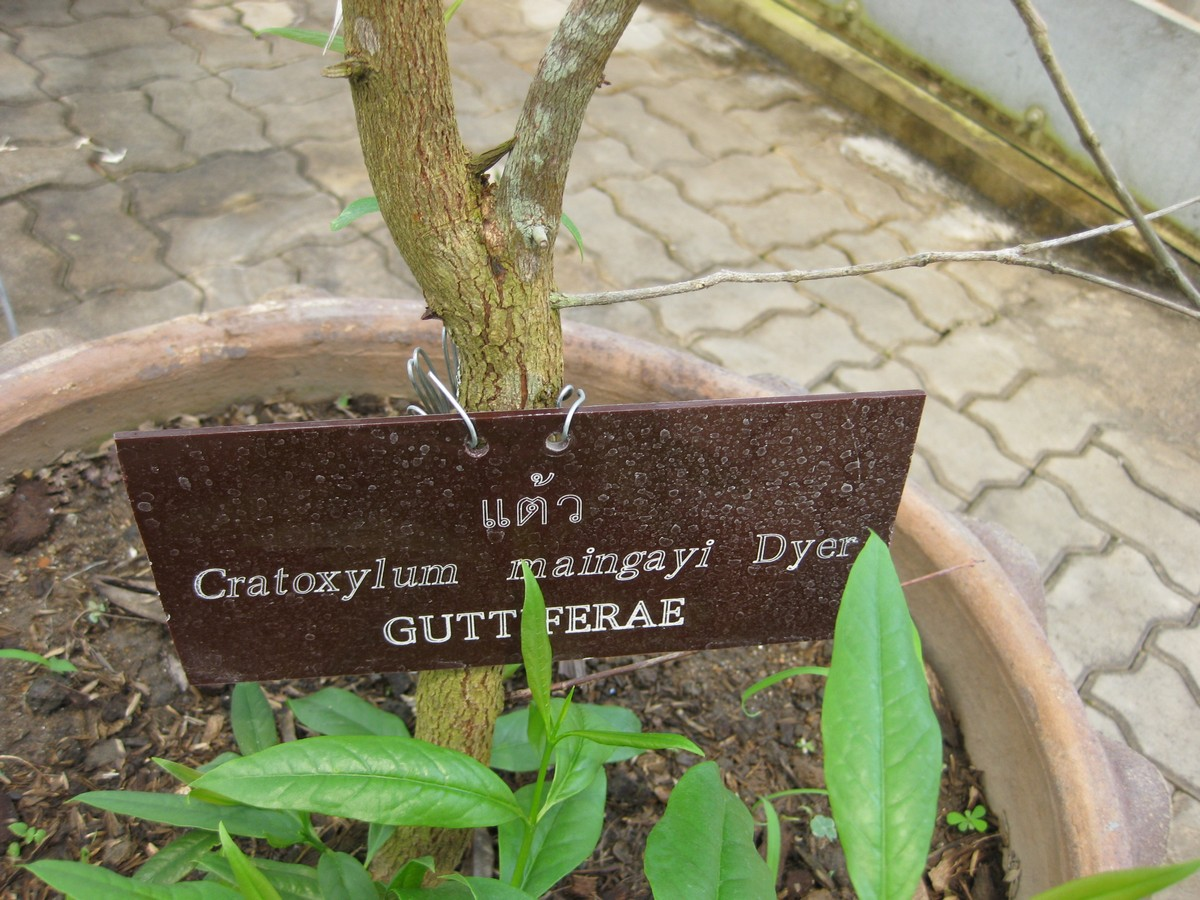